# استان مای هونگ سون

نقشهٔ تایلند و جایگاه استان مای هونگ سون.

استان مای هونگ سون یا مائه هونگ سون یکی از استانهای کشور تایلند است. مساحت آن 12000 کیلومترمربع می‌باشد. جمعیت این استان در سال ۲۰۰۹ بالغ بر ۲۴۸۰۰۰ نفر برآورد شده است .
استان مای هونگ سون از نظر تقسیمات کشوری بخشی از ناحیه شمال تایلند به حساب می آید. مرکز این استان شهر مای هونگ سون است.